# 3 Sagittae
3 Sagittae är en vit stjärna i stjärnbilden Pilen.
Stjärnan har visuell magnitud 6,84 och befinner sig på ett avstånd av ungefär 395 ljusår.